# 杉野正尭
杉野 正尭（すぎの たかあき、1998年（平成10年）10月18日 - ）は、日本の体操選手。

## 経歴
三重県津市出身。小学1年生の時に体操教室に所属していた2人の兄についていくうちに、トランポリンで遊ぶようになり体操を始める。幼少期は、久居体育クラブに所属していた。津市立村主小学校、津市立東観中学校、福井県立鯖江高等学校を経て、2017年（平成27年）4月に鹿屋体育大学に入学。同年6月の全日本体操種目別選手権のあん馬で初優勝。同年9月にフランスのパリで開催された2017フランス国際（FIGチャレンジカップ・フランス大会）、同年12月に愛知県のスカイホール豊田で開催された2017豊田国際体操競技大会の2大会のあん馬部門で金メダルを獲得した。2019年（令和元年）7月、全日本体操種目別選手権のあん馬で再び優勝。
2021年、東京五輪代表選考会で落選。補欠として臨んだ東京五輪を経て、最大の武器である鉄棒とあん馬で技の難度を上げる決断を下す。特に加点が大きくなるあん馬のＨコンバインに力を入れた。。
2022年（令和4年）9月の第55回全日本シニア体操競技選手権大会は個人総合優勝。2023年（令和5年）6月の第77回全日本体操種目別選手権はあん馬種目で優勝したのち、同年9月の第56回全日本シニア競技選手権大会は個人総合優勝を果たした。
2024年（令和6年）に鹿屋体育大学大学院を卒業。現在、徳洲会体操クラブに所属している。練習拠点は、神奈川県鎌倉市の体育館。
2024年パリオリンピックの体操競技の男子団体総合では、橋本大輝、岡慎之助、萱和磨、谷川航とともに団体総合に出場。また、男子種目別あん馬の決勝では得点14.933を記録したが6位に終わった。鉄棒の決勝では11.633の得点で7位だった。同年、紫綬褒章受章。
2025年2月7日、練習中に右アキレス腱を断裂したことを公表。世界選手権の代表選考の場となる4月の全日本選手権、5月のNHK杯は欠場する。

## 人物
- 毎朝アイスコーヒーを飲むのがルーティンとなっている。社会人になってから毎日続けており、飲まないと変な感じがするとのこと。リラックス方法は、「家に帰ってソファで、ぐでー」ってなること[12]。
- 体操選手としては体は硬いが、それを逆手に取った演技を行っている[13]。
- 徳洲会体操クラブ監督の米田功からは「自転車」と評されており、「そこまでの選手になると思わせないのに、あそこまでできる。そのすごさ。」と唸っている[14]。

### パリオリンピック
- 2024年パリオリンピックの体操競技の男子団体総合決勝で、最終種目の鉄棒を残した段階で日本は1位の中国と3.267点差の2位と金メダル獲得は厳しい状況にあった。しかし、最終種目の鉄棒の1人目として杉野がF難度のぺガンを成功させるなどし、14.566の高得点を記録したことで空気を一変させ、大逆転での金メダルに繋げた[15]。
- ファンとアスリートが交流ができる『チャンピオンズパーク』にて、ローイングの女子クオドルプルスカルで金メダルを獲得したイギリスのハナ・スコット選手とダンスしている様子が話題を呼んだ[16]。